# Tung-Wen Margue
Tung-Wen Margue (Luxemburg-Stad, 1959) is een Luxemburgs beeldhouwer en kunstschilder.

## Leven en werk
Tung-Wen Margue werd geboren uit een Luxemburgse vader en een Chinese moeder. Hij studeerde aan de École Nationale des Beaux-Arts in Nancy (1977-1980) en de École nationale supérieure des beaux-arts in Parijs en behaalde in 1987 zijn master beeldende kunst aan de Universiteit Parijs 1 Panthéon-Sorbonne.
Margue maakt schilderijen en tekeningen en sinds 2000 sculpturen. Zijn Chinese afkomst speelt een belangrijke rol in zijn werk, waarin hij zijn visie op het land weergeeft. Hij ontving in 1986 de Prix Rocheron van het Frans ministerie van Cultuur en in 1993 de Prix d'encouragement aux Jeunes Artistes op de salon van de kunstenaarsvereniging Cercle Artistique de Luxembourg (CAL). Hij sloot zich in 1994 aan bij de CAL. In 2012 maakte Margue een monumentale sculptuur in cortenstaal voor het Zhang Zhidong & Modern Industrial Museum  in Wuhan. Hij heeft daarmee een ruimte voor meditatie gecreëerd, waar bezoekers kunnen zitten tussen twee Chinese koolbladeren, met het Westen aan de ene kant en het Oosten aan de andere.
De kunstenaar neemt deel aan exposities in binnen- en buitenland. Solo exposeerde hij onder meer bij de Luxemburgse ambassades in Beijing (2005, 2012-2013), Brussel (2007), Parijs (2005) en Tokyo (2007).

## Onderscheidingen
- 1986 Prix Rocheron, Ministère de la Culture, Parijs
- 1993 Prix d'encouragement aux Jeunes Artistes, CAL

- Musée national d'archéologie, d'histoire et d'art: lkl001896